# Putz
Putz (toponimo tedesco) è una frazione di 80 abitanti del comune svizzero di Luzein, nella regione Prettigovia/Davos (Canton Grigioni).

## Storia
Già comune autonomo, nel 1892 è stato aggregato al comune di Luzein assieme agli altri comuni soppressi di Buchen e Pany.

## Monumenti e luoghi d'interesse
- Rovine della fortezza di Castels, costruita nel XII-XIII secolo, ampliata nel XIV-XV e nel XVI-XVII secolo e distrutta nel 1649[2].